# Anopheles rampae
Anopheles rampae is een muggensoort uit de familie van de steekmuggen (Culicidae). De wetenschappelijke naam van de soort is voor het eerst geldig gepubliceerd in 2011 door Harbach & Somboon.